# Baie de Kalamita
Pour les articles homonymes, voir Kalamita (homonymie).
La baie de Kalamita (en grec ancien : Κόλπος Kαλαμίτης Kolpos Kalamitis, en russe : Каламицкий залив Kalamitskii zaliv, en ukrainien : Каламіцька затока Kalamits'ka zatoka, en tatar de Crimée : Inkerman körfezi), est un large golfe de la mer Noire qui se trouve sur la côte sud-ouest de la Crimée. Les principaux ports de la péninsule sont Eupatoria, Sébastopol et Balaklava.

## Histoire

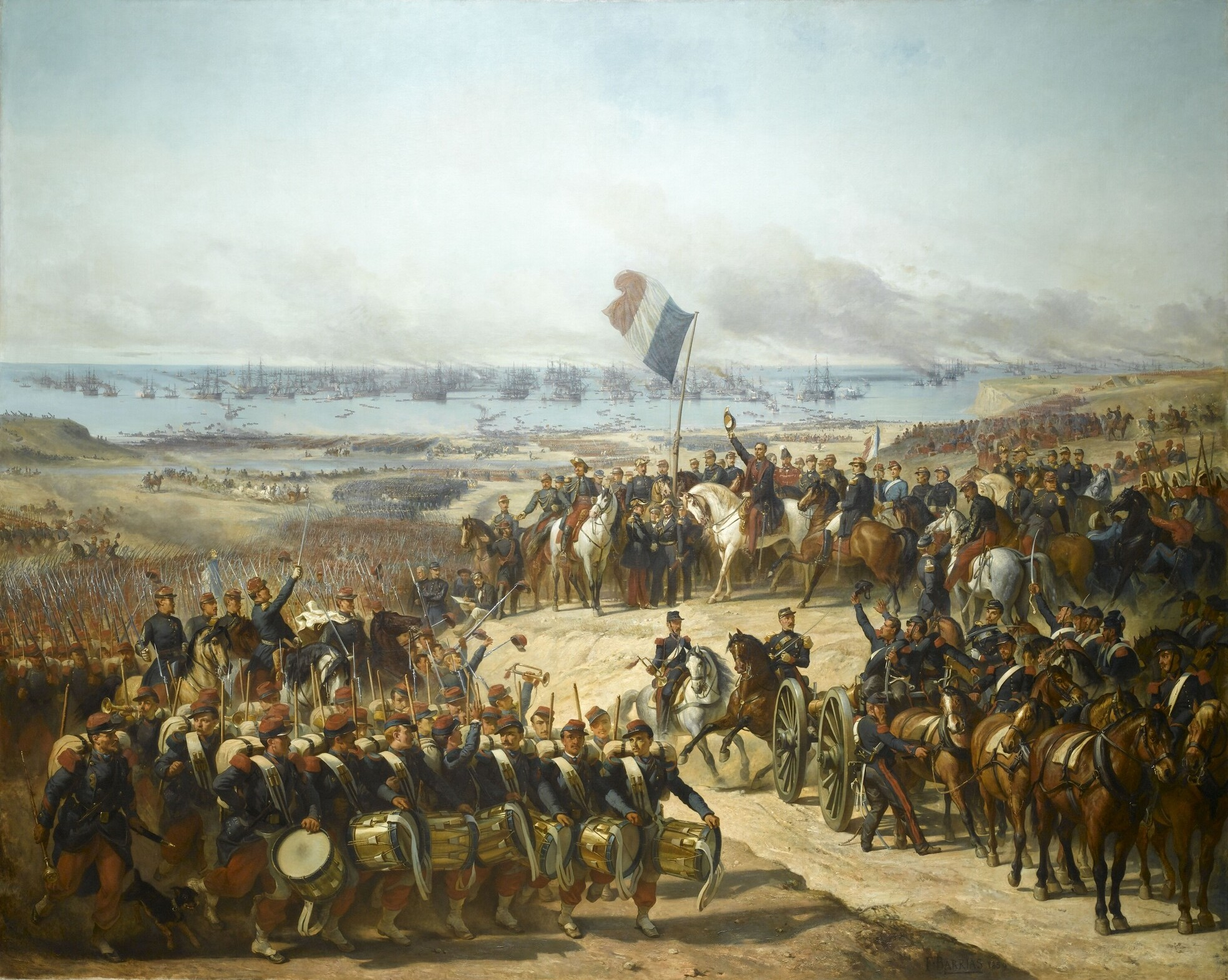
Débarquement à Old Port, tableau de Félix-Joseph Barrias en 1859.

Dans l'antiquité, les colonies grecques de Carcinite et de Chersonèse s'y installèrent. À l'époque romano-byzantine et sous la principauté de Théodoros s'y trouvait le port de Calamita, devenu Inkerman à l'époque turco-tatare. Devenue russe en 1783, la baie vit s'élever la ville portuaire et base navale de Sébastopol. Pendant la guerre de Crimée, les troupes britanniques et françaises y débarquent le 14 septembre 1854 pour assiéger Sébastopol. Pendant la seconde guerre mondiale, la baie fut l'objet d'âpres combats entre l'Armée rouge et la Wehrmacht d'abord en 1941 lors du siège allemand de Sébastopol, puis en 1944 lors de la contre-offensive soviétique. De nombreuses épaves de ces conflits parsèment les fonds de la baie, constituant des abris à biodiversité marine.